# Spooky Tooth
Spooky Tooth est un groupe britannique de hard rock, originaire de Carlisle, dans le Nord de l'Angleterre. Formé en 1968, il se sépare en 1974 et se reforme à quelques reprises dans les années 1990 et 2000.

## Historique

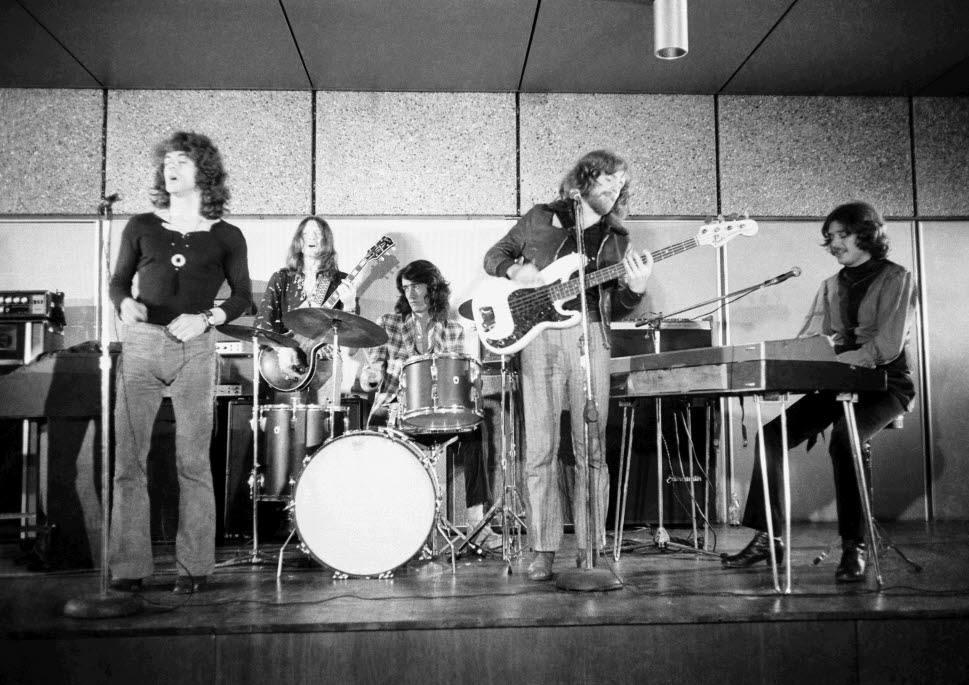
Spooky Tooth en 1969.

Le groupe est formé en 1968 par d'anciens membres des V.I.P.s (devenus Art en avril 1967), rejoints par l'Américain Gary Wright. Après plusieurs changements, le groupe a disparu au milieu des années 1970, puis est brièvement reformé à la fin des années 1990 par quatre des membres de la formation initiale. Notons que durant la carrière des V.I.P.s, un organiste reconnu fait partie de la formation, Keith Emerson, qui forme ensuite les Nice.
En 1970, le claviériste John Hawken des Nashville Teens remplace Gary Wright alors que Spooky Tooth était en tournée et la basse était jouée par Steve Thompson, Greg Ridley ayant quitté pour se joindre à Humble Pie. Puis en 1973, Spooky Tooth revient avec une nouvelle formation qui voit le retour de Mike Harrison et Gary Wright, accompagnés de Mick Jones (futur Foreigner) à la guitare, Chris Stewart à la basse et l'ex-batteur de Mainhorse, Bryson Graham. Mike Patto remplace Harrison après l'enregistrement de The Mirror (1974). Ils se séparent en novembre 1974. Leur reprise de la chanson I Am the Walrus des Beatles est souvent citée comme l'une des meilleures, notamment dans le livre Les Beatles, la totale : les 211 chansons expliquées.

## Post-séparation
Grosvenor joue plus tard avec Stealers Wheel et, par la suite, change son nom pour Ariel Bender et se joint à Mott the Hoople dans les années 1970. En 2005, il forme The Ariel Bender Band, dans lequel il joue occasionnellement. Ridley devient membre de Humble Pie[Quand ?]. il meurt en 2003. 
Gary Wright se lance dans une carrière solo dans les années 1970 et remporte du succès avec les singles Dream Weaver en 1972 et Love Is Alive en 1976. 
Harrison joue et enregistre avec The Hamburg Blues Band et apparaît sur leur CD Touch (2002).
En février 2008, la toute dernière incarnation de Spooky Tooth, avec Harrison, Wright et Kellie, ainsi que le guitariste Steve Farris de Mr. Mister et Shem von Schroeck (basse), joue quelques dates européennes. Le 29 mai 2009, cette même formation (aux côtés du batteur Tom Brechtlein qui remplace Kellie) joue au Island Records' 50th Anniversary, au Shepherd's Bush Empire, avant de tourner en Allemagne, et de nouveau cesser ses activités.

## Membres
| 1967-1969 | - Mike Harrison - piano, chant, chœurs - Gary Wright - orgue, chant, chœurs - Luther (Luke) Grosvenor - guitare - Greg Ridley - basse, chant - Mike Kellie - batterie |
| 1969-1970 | - Mike Harrison - piano, chant, chœurs - Gary Wright - orgue, chant, chœurs - Luther (Luke) Grosvenor - guitare - Andy Leigh - basse, chant - Mike Kellie - batterie  |
| 1970-1971 | - Mike Harrison - orgue, chant - John Hawken - claviers - Luther (Luke) Grosvenor - guitare - Steve Thompson - basse - Mike Kellie - batterie                         |
| 1973-1974 | - Mike Harrison - claviers, chant - Gary Wright - claviers, chant - Mick Jones - guitare, chant - Chris Stewart - basse, chant - Bryson Graham - batterie             |
| 1974      | - Mike Patto - claviers, chant - Gary Wright - claviers, chant - Mick Jones - guitare, chant - Val Burke - basse, chant - Bryson Graham - batterie                    |
| 1998      | - Mike Harrison - claviers, chant - Luther (Luke) Grosvenor - guitare, chant - Greg Ridley - basse, chant - Mike Kellie - batterie                                    |
| 2004      | - Mike Harrison - claviers, chant - Gary Wright - claviers, chant - Joey Albrecht - guitare, chant - Michael Becker - basse, chant - Mike Kellie - batterie           |

## Discographie

### Albums studio
- 1968 : It's All About
- 1969 : Spooky Two
- 1970 : Ceremony (en collaboration avec le compositeur français Pierre Henry)
- 1970 : Spooky Tooth featuring Mike Harrison the Last Puff
- 1973 : You Broke My Heart, So I Busted Your Jaw
- 1973 : Witness
- 1974 : The Mirror
- 1999 : Cross Purpose

### Albums live
- 2001 : BBC (Sessions)
- 2001 : Live in Europe
- 2004 : Nomad Poets Live In Germany 2004

### Compilations
- 1972 : That Was Only Yesterday
- 1975 : The Best of Spooky Tooth
- 2009 : Lost in My Dream - an Anthology 1968-1974 (2 CD)
- 2015 : The Island Years 1967-1974 (an Anthology) (coffret 9 CD incluant l'album Supernatural Fairy Tales du groupe Art + tous les albums studio de Spooky Tooth, sauf Cross Purpose)